# 维约迪兹纳沃
维约迪兹纳沃（法語：Vieu-d'Izenave，法語發音：[vjø diznav] ⓘ，意为“伊兹纳沃的维约”）是法国东部安省的一个市镇，属于楠蒂阿区。

## 地理
维约迪兹纳沃（46°4'51"N, 5°31'45"E）面积23.73 平方千米，位于法国奥弗涅-罗讷-阿尔卑斯大区安省，该省份为法国东部省份，北起汝拉省，西北接索恩-卢瓦尔省，西接罗讷省和里昂大都会，南至伊泽尔省，东与萨瓦省、上萨瓦省和瑞士接壤。
与维约迪兹纳沃接壤的市镇（或旧市镇、城区）包括：布雷诺、塞尔东、舍维拉尔、孔达米讷、伊兹纳沃、拉巴尔姆、朗特奈、马亚、乌特里亚兹、尚多尔-科尔塞勒。
维约迪兹纳沃的时区为UTC+01:00、UTC+02:00（夏令时）。

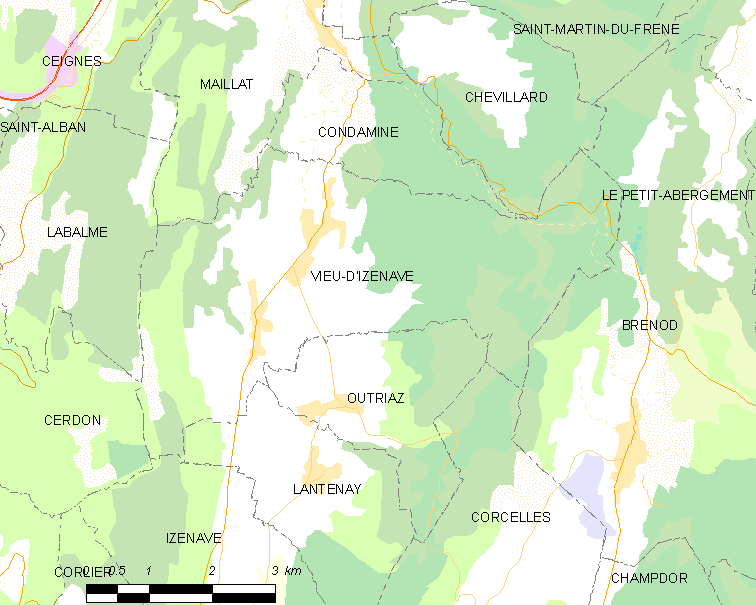
维约迪兹纳沃的OSM定位图

## 行政
维约迪兹纳沃的邮政编码为01430，INSEE市镇编码为01441。

## 政治
维约迪兹纳沃所属的省级选区为普拉托多特维尔县。

## 人口

1962-2008年间维约迪兹纳沃人口变化图示

维约迪兹纳沃于2022年1月1日时的人口数量为727人。